# Hamlet (film fra 1911)
 For alternative betydninger, se Hamlet (flertydig). (Se også artikler, som begynder med Hamlet)
Hamlet er en dansk stum dramafilm fra 1911 produceret af Nordisk Films Kompagni og instrueret af August Blom efter manuskript af Oluf Jensen. Filmen er baseret på William Shakespeares skuespil af samme navn fra 1603. Filmens hovedrolle som Prins Hamlet spilles af den tyske skuespiller Alwin Neuss.
Filmen blev optaget på Kronborg og i Helsingør Kloster. Skuespillerne bar originale dragter (år 1600) udlånt fra det Kgl. danske Arsenal. Dekorationen var den samme som i stumfilmen Skarpretterens Søn fra 1910.
Filmen havde dansk premiere den 27. februar 1911 i Panoptikon i København.

## Handling
Filmen følger handlingen i Shakespeares skuespil om Prins Hamlet, der møder sin fars genfærd.

## Medvirkende
- Alwin Neuss, Hamlet
- Aage Hertel, Claudius, konge af Danmark
- Ella la Cour, Dronning Gertrud
- Einar Zangenberg, Laertes
- Emilie Sannom, Ofelia, Laertes' datter
- Oscar Langkilde, Horatio
- Rigmor Jerichau
- Axel Mattsson
- Ingeborg Rasmussen
- Edmund Østerby
- Doris Langkilde